# Letnia ofensywa 1947 roku w północnych Chinach
Letnia ofensywa 1947 roku w północnych Chinach – seria bitew i operacji militarnych toczonych pomiędzy Narodową Armią Rewolucyjną (NRA), Republiki Chińskiej a komunistyczną Chińską Armią Ludowo-Wyzwoleńczą. W nomenklaturze KPCh jest to IV ofensywa Lin Biao w Mandżurii.

## Preludium
Obaj przywódcy zwaśnionych stron Czang Kaj-szek i Mao Zedong uważali Północny Wschód (Dong Bei) za decydujący teatr wojenny. Komuniści pierwszą próbę ofensywy po rozejmie z lata 1946 podjęli w styczniu 1947 roku. 6 stycznia Lin Biao przekroczył zamarzniętą rzekę Sungari 3 kolumnami z 60 tysiącami żołnierzy. Jedna z kolumn skierowała się na Jilin, druga doszła do Zhengzegai – miasta położonego 80 km od Changchunu. Trzecia zdobyła elektrownię w Jiutai, pozbawiając Changchunu dostaw wody i światła. Sukces ten został jednak zniszczony bardzo szybko. Posuwająca się po obu brzegach Sungari najlepsza pod niebem armia przeprowadziła kontratak i do 23 stycznia odbito wszystkie okupowane przez komunistów punkty. 16 lutego Lin Biao uderzył ponownie w tym samym kierunku i znowu został powtrzymany w ciężkich walach w rejonie Jilinu i na linii Jilin-Changchun. 20 marca komuniści znowu ruszyli do natarcia, jednak znowu zostali odparci przez NRA. Wysiłki Lina ocenił dowódca Nowej 1 Armii Sun Liren, porównując je do „much atakujących tygrysa”.

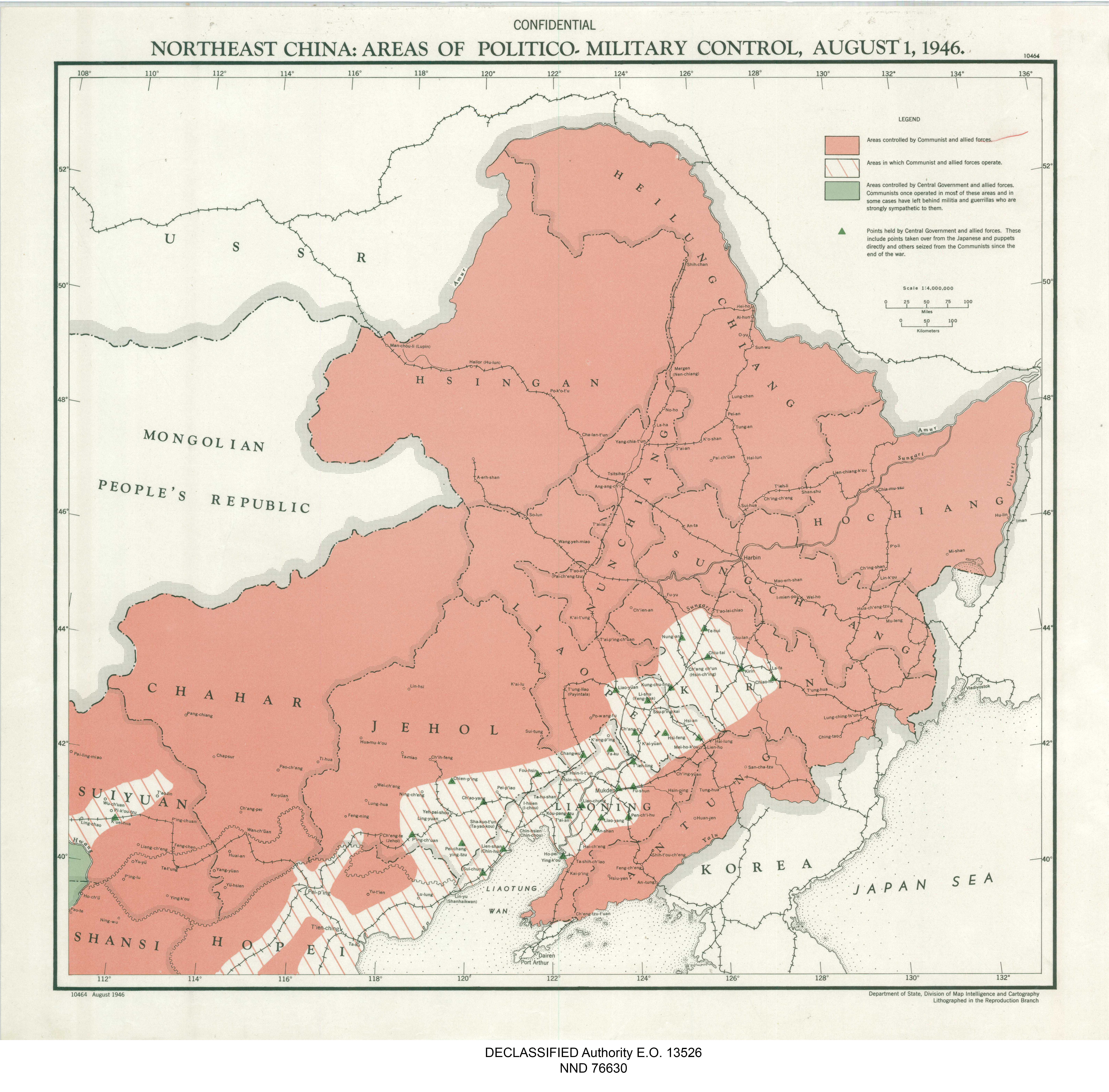
Sytuacja polityczna i militarna w północno-wschodnich Chinach w sierpniu 1946 r.

Mao Zedong stale naciskał na podjęcie kolejnej ofensywy w Mandżurii. Mimo porażek siły Lina stale rosły dzięki poborowi przeprowadzanemu w wiejskim interiorze Mandżurii nad którym Kuomintang nie sprawował władzy. Były też stale zaopatrywane przez ZSRR, czemu bardzo pomagało utrzymanie po marcowej ofensywie miasta Tonghua położonego nieopodal okupowanej przez Sowietów Korei. Natomiast zwycięska NRA nie miała skąd czerpać uzupełnień, a Sun Liren został oddelegowany do Nankinu, jako zastępca wodza naczelnego by szkolić nowe armie. Był to duży błąd bowiem Sun był jednym z najwybitniejszych dowódców NRA. Oprócz tego linie zaopatrzenia NRA były rozciągnięte i wokół Wielkiego Muru często padały ofiarom dywersji. W rezultacie w maju 1947 r. w Mandżurii znajdowało się 250 tys. żołnierzy rządu narodowego wobec 400 tys. ludzi komunistów.

## Działania wojenne
Czwarta w 1947 r. ofensywa komunistów rozpoczęła się 10 maja w czterech  kierunkach. Na północy dwie kolumny generała Lu Zhengcao odcięły miasto Nong’an i zablokowały Changchun, zajmując 18 maja lotnisko na obrzeżach miasta. 25 maja w taki sam sposób okrążono miasto Siping. Na południowym zachodzie siły ChAL-W mające za zadanie uniemożliwić wysłanie odsieczy z do Changchunu z Shenyangu ( Jego garnizon stanowiła niepokonana dotąd Nowa 6 Armia) zaatakowały i zdobyły 24 maja Kangping a także Faku. W Shenyangu ogłoszono stan oblężenia. Na wschodzie czerwoni zredukowali przyczółek NRA za Sungari i okrążyli Jilin. Na wschodzie napastnicy przecięli w połowie maja linię Jilin-Shenyang pod miejscowością Qingyuan. Na początku czerwca komuniści kontrolowali niemal cały półwysep Liaodong. Pomiędzy Shenyangiem a Changchunem trzymał się jedynie atakowany przez przeważające siły Siping. W mieście broniła się tylko dziewiętnastotysięczna armia Chen Migrena. 11 czerwca oddziały ChAL-W wbiły się do miasta. Mimo trwających 19 dni krwawych walk ulicznych komuniści nie mogli opanować miasta. Jilin był izolowany, Shenyang zagrożony od wschodu, północy i południa. Na zachód od miasta kawaleria mongolska Lina szarpała tyły nacjonalistów.
Dowodzący siłami rządowymi Du Yuming, szykował się jednak do podjęcia kontrnatarcia. Ewakuował on szereg punktów tylko po to by skupić podległe sobie siły w potężną pięść uderzeniową. 25 czerwca Armię Nowa 6,52 i 53 skoncentrowane pod Shenyangiem, rozpoczęły natarcie ku Changchunowi. Z tego ostatniego to samo uczyniła Nowa 1 Armia. Z Jilinu do uderzenia ruszyła 8 Armia składająca się głównie z żołnierzy byłego Mandżukuo. Ofensywę wspierała niespotykana dotąd w Chinach armada 100 samolotów. W zderzeniu z żołnierzami najlepszej pod niebem armii, w której wielu żołnierzy walczyło w Birmie, komuniści zaczęli momentalnie się cofać co przeradzało się w ucieczkę. Niechętny Czang Kaj-szekowi, Li Zongren mówił o decydującym zwycięstwie, wspominając jak:

po krwawej bitwie trwającej wiele dni i nocy komuniści zostali całkowicie pokonani i w olbrzymim chaosie uchodzili na północ.

W nocy na 30 czerwca ChAL-W ustąpiła spod tragicznego dla siebie Sipingu, opłacając szturmy nie jak przed rokiem tysiącami poległych. Tym razem wokół miasta leżało kilkadziesiąt tysięcy zabitych komunistów. Według nacjonalistów: pozostawione na pobojowisku zwłoki i sprzęt były trudne do przeliczenia. 28 czerwca Lin Biao nakazał swojej armii odwrót, który na wielu odcinkach przerodził się w paniczną ucieczkę. Komuniści uchodzili za Sungari. Nacjonaliści rozpoczęli oczyszczanie wielu punktów z czerwonych. 9 lipca Du Yuming ogłosił oczyszczenie linii Shenyang–Changchun a wkrótce potem zajął miasta wzdłuż linii Changchun–Jilin. 10 lipca kres pościgowi położył ulewny deszcz.

## Następstwa
Letnia ofensywa 1947 roku w północnych Chinach była niewątpliwie klęską komunistów i ujawniła ich wszystkie słabości. Operacja kosztowała ich stratę 40 tysięcy ludzi. Kierownictwo KPCh w trakcie spotkania w lipcu w Harbinie, było pełne nieufności i oskarżeń wobec siebie. Zwycięstwo NRA odniesione siłami Nowej 1 i 6 Armii znowu pokazało, że elitarne siły ChAL-W wciąż nie dorównywały elitarnym wojskom Czang Kaj-szeka. Zaprzestanie pościgu wobec zmęczenia żołnierzy i złej pogody było zrozumiałe, jednak okazało się błędem. Spada on na odpowiedzialność gen. Du Yuminga. Tłumaczy zachowanie generała fakt, że informacje o nieprzyjacielu czerpał od wielu zdrajców jacy byli w jego sztabie. Jedynym małym sukcesem po ofensywie dla komunistów było lekkie pomniejszenie przy czółka NRA wokół Jilinu, co było jednak niewspółmierne do poniesionych strat.